# 바로워즈
《바로워즈》(영어: The Borrowers)는 영국과 미국에서 제작된 피터 휴잇 감독의 1997년 판타지 코미디 영화이다. 존 굿맨 등이 출연하였고, 팀 베번 등이 제작에 참여하였다.

## 출연진
- 존 굿맨
- 짐 브로드벤트
- 마크 윌리엄스
- 실리아 임리
- 휴 로리
- 루비 왁스
- 브래들리 피어스
- 플로라 뉴비긴
- 톰 펠턴
- 레이먼드 피카드
- 에이든 길릿
- 둔 매키컨
- 밥 구디
- 앨릭스 윈터

## 기타 제작진
- 공동 제작: 라이자 체이신, 데브라 헤이워드
- 라인 제작: 메리 리처즈
- 배역: 니나 골드
- 미술: 제마 잭슨
- 의상: 마리 프랑스

## 우리말 녹음
KBS 성우진 (2003년 7월 12일)
- 노민 - 포터 (존 굿맨)
- 조동희 - 포드 (짐 브로드벤트)
- 정미경 - 에리에티 (플로라 뉴비긴)
- 차명화 - 피그린 (톰 펠턴)
- 이재용 - 제프 (마크 윌리엄스)
- 최수민 - 피트 (브래들리 피어스)
- 나수란 - 호밀리 (실리아 임리)
- 김익태
- 김수중
- 김순영
- 사성웅